# Mały Jacek Placek

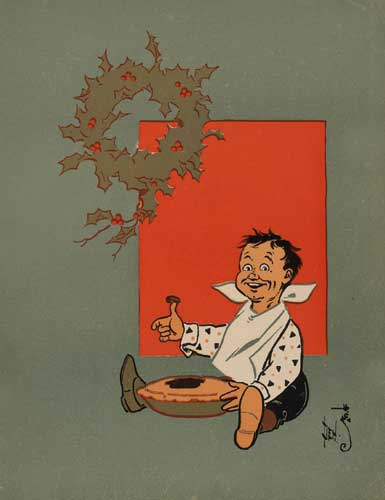
Ilustracja rymowanki autorstwa Williama Wallace’a Denslowa

Mały Jacek Placek (ang. Little Jack Horner) – popularna angielska rymowanka istniejąca od XVIII wieku, pierwotnie rozumiana jako alegoria oportunizmu, szczególnie w polityce. Została później przepisana i poszerzona przez moralistów tak, by piętnować chciwość. Imię Jacka Placka pojawia się również często w różnych poematach i historyjkach o tematyce folklorystycznej. 
Pochodzenie wierszyka jest wiązane z osobą Thomasa Hornera, zarządcy opata Glastonbury z okresu panowania dynastii Tudorów. Horner miał zawieźć królowi Henrykowi VIII świąteczny placek. W cieście znajdowały się akty własności dwunastu posiadłości, którym to prezentem opat chciał zyskać przychylność króla w okresie kasaty klasztorów i przejmowania dóbr kościelnych. Podczas podróży Horner wyciągnął akt własności Mells Manor i zatrzymał ten majątek dla siebie. Rodzina Hornerów zaprzeczała tej anegdocie twierdząc, że ich przodek kupił Mells Manor od króla.

## Tekst i melodia
| Tekst angielski | Tekst polski |
| --- | --- |
| Little Jack Horner Sat in the corner, Eating his Christmas pie; He put in his thumb, And pulled out a plum, And said, „What a good boy am I!” | Niedobry Jacek zobaczył placek, co w oknie babci stał; wbił w placek kciuk niedobry wnuk wyciągnął śliwkę i zjadł! |

Rymowanka została po raz pierwszy w całości zapisana w zbiorze Mother Goose’s melody, or, Sonnets for the cradle pochodzącym prawdopodobnie z 1765 roku, choć najstarsza zachowana wersja pochodzi z 1791 roku. Melodia kojarzona z rymowanką została po raz pierwszy nagrana przez kompozytora i kolekcjonera rymowanek Jamesa Williama Elliotta w jego National Nursery Rhymes and Nursery Songs z 1870 roku.

## Znaczenie
W pierwotnym znaczeniu, zgodnie z satyrą Namby Pamby Namby Pamby autorstwa Henry’ego Careya z 1725 roku rymowanka o Jacku Placku była kojarzona z oportunizmem i często wykorzystywana do ośmieszania polityków, jak w The Grub Street Opera Henry’ego Fieldinga czy epigramach Samuela Bishopa. Powszechnym późniejszym znaczeniem rymowanki było piętnowanie chciwości ze względu na ukazane w niej uwielbienie dla łakomstwa.

## Rymowanka w kulturze

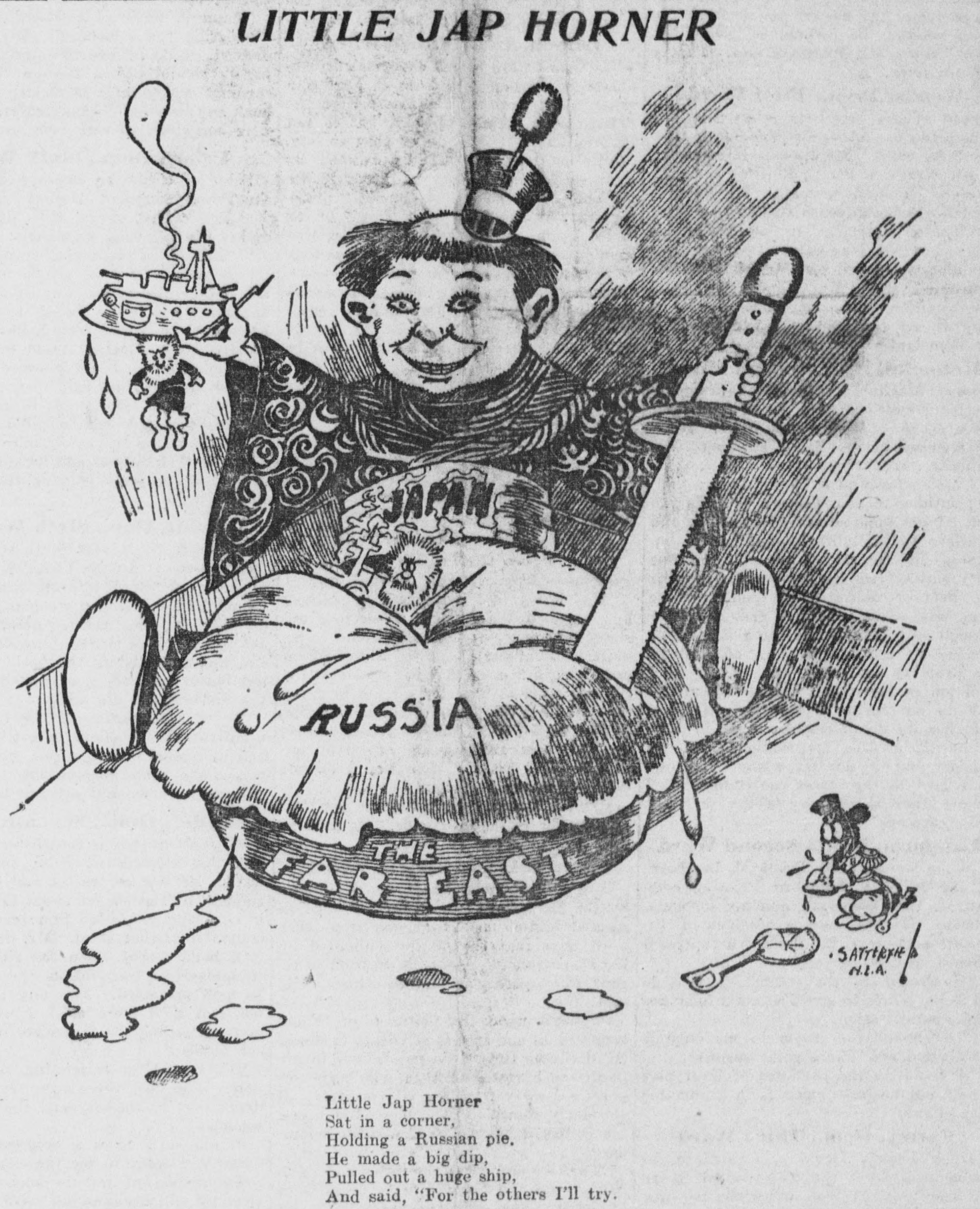
Satyryczne przedstawienie Japonii jako Jacka Placka z magazynu „The Tacoma Times”

Powszechnie znane w krajach anglosaskich przygody Jacka i jego placka ze śliwką znalazły odbicie w wielu humoreskach i satyrach. Już 24 maja 1862 roku brytyjskie satyryczne pismo „Punch” na okładce ukazało karykaturę Abrahama Lincolna symbolicznie wyciągającego Nowy Orlean z placka jak śliwkę, co było aluzją do zdobycia miasta przez jego wojska w trakcie amerykańskiej wojny domowej. Podobnie postąpił magazyn „The Tacoma Times” obrazując Japonię jako Jacka Placka wyciągającego z rosyjskiego ciasta okręt wojenny w komentarzu do wojny rosyjsko-japońskiej.
W książce Jamesa Jacksona Wraya Jack Horner the second wydanej w Londynie w 1887 roku główny bohater, także Jacek Placek, krytykuje swój infantylny rymowankowy pierwowzór podkreślając jednocześnie właściwe zachowanie siebie samego. Podobny kontrast wykorzystała Mary Spear Tiernan w swojej książce Jack Horner: A Novel z 1890 roku – w jej powieści Jacek Placek jest sierotą, a dostał takie imię ze względu na znalezienie go w okresie przed świętami Bożego Narodzenia. W 1958 roku amerykański pisarz John Simmons Barth wydając swoją powieść The End of the Road skomentował występującą w niej postać dysfunkcyjnego narratora Jacoba Hornera jako kogoś, kto ma przypominać pierwotnego Jacka Hornera, który również siedzi w kącie i racjonalizuje.
W 2022 roku ukazał się film animowany Kot w Butach: Ostatnie Życzenie produkcji DreamWorks Animation, w którym jedną z postaci jest dorosły już Jacek Placek, tytułujący samego siebie „Dużym Jackiem Plackiem”. Jest on jednym z antagonistów, właścicielem piekarni wypiekającej placki ze śliwką oraz kolekcjonerem licznych magicznych przedmiotów z różnych bajek i historii, marzącym o zagarnięciu całej magicznej mocy wyłącznie dla siebie. Przydomek „Duży” nadał sobie sam w reakcji na kojarzenie go wyłącznie z rymowanką.